# Jobanis de Jesús Ávila Villadiego
Jobanis de Jesús Ávila Villadiego, más conocido por su alias Chiquito Malo o Javier (San Pedro de Urabá, 1976 o 1977), fue un narcotraficante y paramilitar colombiano. Actual líder del Clan del Golfo desde la captura de alias Otoniel en 2021.

## Biografía
Nacido en San Pedro de Urabá, inició su carrera criminal en las Autodefensas Unidas de Colombia (AUC), de las que formó parte hasta su desmovilización en 2004. Posteriormente se integró a la banda de Los Urabeños, actualmente Clan del Golfo, un grupo disidente de las AUC. Ascendió rápidamente en la organización, ya como uno de sus comandantes, controlaba el tráfico de drogas por el Golfo de Urabá hacia Centroamérica y Estados Unidos. En 2015 ya hacia parte de la dirigencia del Clan del Golfo, ese mismo año sobrevivió a un operativo policial en el que fallecieron 3 de sus escoltas y 4 más fueron capturados. En 2021, tras la muerte de Nelson Hurtado Simanca alias "Marihuano", segundo al mando en la organización, Chiquito malo tomó su lugar. Luego de la captura de alias Otoniel en octubre de ese mismo año, Chiquito malo se convirtió en el máximo líder de El Clan del Golfo. En mayo de 2022,  el gobierno colombiano ofreció 5.000 millones de pesos por información que condujera a su captura.